# Читильо
Читѝльо (на италиански: Cittiglio; на ломбардски: Stì, Съти) е малко градче и община в Северна Италия, провинция Варезе, регион Ломбардия. Разположено е на 254 m надморска височина. Населението на общината е 3885 души (към 2017 г.).